# Харрис, Мег
Мег Ха́ррис (англ. Meg Harris; род. 7 марта 2002, Олбери) — австралийская пловчиха, двукратная олимпийская чемпионка в эстафете 4×100 метров вольным стилем (2020 и 2024), 6-кратная чемпионка мира (в том числе 5 раз — в эстафетах), двукратная чемпионка мира на «короткой воде», чемпионка Игр Содружества.
Является соучредителем бренда одежды Dally&Co Label.

## Мировые рекорды

### Длинная вода (50 м)
| № | Дистанция                           | Время   | Соревнование                               | Место           | Дата         | Статус      | Примечание |
| - | ----------------------------------- | ------- | ------------------------------------------ | --------------- | ------------ | ----------- | ---------- |
| 1 | Эстафета 4×100 м вольным стилем [a] | 3:29.69 | Летние Олимпийские игры 2020               | Токио, Япония   | 25 июля 2021 | Бывший      |            |
| 2 | Эстафета 4×100 м вольным стилем [b] | 3:27.96 | Чемпионат мира по водным видам спорта 2023 | Фукуока, Япония | 23 июля 2023 | Действующий | [ 3 ]      |

a  этап 53.09 (2-й этап); с Бронте Кэмпбелл (1-й этап), Эмма Маккеон (3-й этап), Кейт Кэмпбелл (4-й этап)

b  этап 52.29 (3-й этап); с Молли О'Каллаган (1-й этап), Шейна Джек (2-й этап), Эмма Маккеон (4-й этап)

### Короткая вода (25 м)
| № | Дистанция                       | Время   | Соревнование                                | Место               | Дата            | Статус | Примечание |
| - | ------------------------------- | ------- | ------------------------------------------- | ------------------- | --------------- | ------ | ---------- |
| 1 | Эстафета 4×100 м вольным стилем | 3:25.43 | Чемпионат мира по плаванию на короткой воде | Мельбурн, Австралия | 13 декабря 2022 | Бывший | [ 4 ]      |

## Олимпийские рекорды

### Длинная вода (50 м)
| № | Дистанция                           | Время   | Соревнование                 | Место          | Дата         | Возраст | Статус      | Примечания |
| - | ----------------------------------- | ------- | ---------------------------- | -------------- | ------------ | ------- | ----------- | ---------- |
| 1 | Эстафета 4×100 м вольным стилем [a] | 3:29.69 | Летние Олимпийские игры 2020 | Токио, Япония  | 25 июля 2021 | 19      | Бывший      |            |
| 2 | Эстафета 4×100 м вольным стилем [b] | 3:28.92 | Летние Олимпийские игры 2024 | Париж, Франция | 27 июля 2024 | 22      | Действующий | [ 5 ]      |

a  этап 53.09 (2-й этап); с Бронте Кэмпбелл (1-й этап), Эмма Маккеон (3-й этап), Кейт Кэмпбелл (4-й этап)

b  этап 51.94 (4-й этап);с Молли О'Каллаган (1-й этап), Шейна Джек (2-й этап), Эмма Маккеон (4-й этап)
|}